# Bandiera di Timor Est
La bandiera di Timor Est è stata adottata dal nuovo stato nel 2002. Si tratta della stessa bandiera del 1975.
Alla mezzanotte del 19 maggio, e durante i primi istanti del Giorno dell'Indipendenza, il 20 maggio 2002, la bandiera delle Nazioni Unite venne ammainata e venne issata quella di Timor Est indipendente.
Secondo la costituzione della Repubblica Democratica di Timor Est, il triangolo giallo (PMS 123) rappresenta «...le tracce del colonialismo nella storia di Timor Est». Il triangolo nero rappresenta «...l'oscurantismo che deve essere sconfitto»; il rosso (PMS 485) base della bandiera rappresenta «...la lotta per la liberazione nazionale"; mentre la stella, o "luce che guida", è bianca e rappresenta la pace».

## Descrizione ufficiale della bandiera
(Costituzione della Repubblica Democratica di Timor Est, Parte II, Sezione 15)

## Bandiera precedente

Bandiera del Conselho Nacional de Resistência Timorense (CNRT)

Una bandiera differente era stata suggerita dai rappresentanti delle organizzazioni e dei partiti politici durante la prima Convenzione Nazionale di Timor Est, tenutasi in Portogallo nell'aprile 1998. Questa bandiera era in origine quella del FALINTIL, l'Esercito di Liberazione di Timor Est (Forças Armadas de Libertação Nacional de Timor Leste).
A causa della popolarità del FALINTIL, si trovò un consenso tra i partecipanti alla Convenzione, nell'adottare temporaneamente tale bandiera per Timor Est.
Venne rimpiazzata da quella attuale nel 2002.

## Bandiere storiche

Bandiera non ufficiale di Timor portoghese (1942-1945)
Proposta di bandiera per Timor portoghese (1965)
Bandiera adottata in seguito alla dichiarazione unilaterale di indipendenza (1974)
Bandiera di Timor Est durante l'occupazione indonesiana (1975-1999)
Bandiera delle Nazioni Unite, usata da Timor Est durante l'UNTAET (1999-2002)